# Final do Campeonato Carioca de Futebol de 2025
A final do Campeonato Carioca de Futebol de 2025 foi a decisão da 128.ª edição do Campeonato Carioca de Futebol, também apelidado de "Cariocão", torneio profissional de futebol masculino organizado anualmente pela Federação de Futebol do Estado do Rio de Janeiro (FERJ). Foi realizada entre 12 e 16 de março, sendo disputada por Flamengo e Fluminense, ambos do Rio de Janeiro. Na primeira partida, vitória do Flamengo por 2–1 e, na segunda partida, empate em 0–0. Assim, o Flamengo foi o campeão — conquistando seu 39.º título do Campeonato Carioca — e o Fluminense, o vice-campeão.

## Antecedentes e caminhos até à final
O Flamengo possuia 38 títulos estaduais e o Fluminense, 33 títulos. Foi a 5.ª final entre os clubes nos últimos seis anos — apenas na final de 2024, o Fluminense esteve ausente — e também foi a sétima final consecutiva envolvendo um dos dois clubes. Desde 2019, eram quarto títulos do Flamengo e dois títulos do Fluminense.
Nas quatro finais entre os clubes nestes últimos seis anos, foram dois títulos para cada um: Flamengo em 2020 e 2021 e Fluminense em 2022 e 2023. Esta edição foi o "desempate" nesta hegemonia entre a dupla "Fla-Flu".
Esse "domínio" só tem precedentes no início da disputa do Campeonato, quando Botafogo e Fluminense, entre 1906 e 1912 — portanto, há mais de 100 anos — foram os campeões: Fluminense entre 1906 e 1911 e Botafogo em 1907 (compartilhado com o Fluminense) e 1912.
Entre 1937 e 1944, também há uma sequência de títulos entre os dois clubes, mas envolvendo outro clubes nas finais: Fluminense campeão em 1937 (organizado pela Liga de Football do Rio de Janeiro, LFRJ), 1938, 1940 e 1941 e Flamengo vencendo em 1939 (contra o Botafogo), 1942 (também contra o Botafogo), 1943 e 1944 (contra o Vasco da Gama).
Entre 1998 e 2004, Flamengo e Vasco da Gama dominaram o Campeonato: Vasco da Gama vencendo em 1998 (o Flamengo) e 2003 (o Fluminense), o Flamengo vencendo em 1999, 2000, 2001 e 2004 (todos contra o Vasco da Gama) e o "intruso" Fluminense vencendo em 2002.
Entre 2007 e 2013, o "domínio" foi protagonizado entre Botafogo e Flamengo. O Flamengo venceu em 2007, 2008, 2009 (os três tendo Botafogo como vice-campeão) e 2011 (contra o Fluminense), o Botafogo em 2010 e 2013 (ambos com o Flamengo vice-campeão) e o Fluminense venceu em 2012 (com o Botafogo vice-campeão).
| Flamengo          | Flamengo  | Rodada                         | Fluminense        | Fluminense   |
| Oponente          | Resultado | Rodada                         | Oponente          | Resultado    |
| ----------------- | --------- | ------------------------------ | ----------------- | ------------ |
| Boavista-RJ       | 1 – 2     | Taça Guanabara (primeira fase) | Sampaio Corrêa-RJ | 0 – 0        |
| Madureira         | 1 – 1     | Taça Guanabara (primeira fase) | Volta Redonda     | 0 – 1        |
| Nova Iguaçu       | 1 – 2     | Taça Guanabara (primeira fase) | Maricá            | 1 – 1        |
| Bangu             | 5 – 0     | Taça Guanabara (primeira fase) | Portuguesa-RJ     | 3 – 1        |
| Volta Redonda     | 2 – 0     | Taça Guanabara (primeira fase) | Madureira         | 0 – 0        |
| Sampaio Corrêa-RJ | 2 – 0     | Taça Guanabara (primeira fase) | Botafogo          | 2 – 1        |
| Botafogo          | 1 – 0     | Taça Guanabara (primeira fase) | Boavista-RJ       | 1 – 1        |
| Portuguesa-RJ     | 5 – 0     | Taça Guanabara (primeira fase) | Vasco da Gama     | 2 – 1        |
| Fluminense        | 0 – 0     | Taça Guanabara (primeira fase) | Flamengo          | 0 – 0        |
| Vasco da Gama     | 2 – 0     | Taça Guanabara (primeira fase) | Nova Iguaçu       | 2 – 0        |
| Maricá            | 5 – 0     | Taça Guanabara (primeira fase) | Bangu             | 3 – 2        |
| Campeão           | Campeão   | Taça Guanabara (primeira fase) | 3.º colocado      | 3.º colocado |
| Vasco da Gama     | 1 – 0     | Semifinal (ida e volta)        | Volta Redonda     | 4 – 0        |
| Vasco da Gama     | 2 – 1     | Semifinal (ida e volta)        | Volta Redonda     | 0 – 0        |

Legenda:      Vitória —      Empate —      Derrota

### Arbitragem
Em 10 de março, em reunião realizada na sede da FERJ, definiu-se o quadro de arbitragem para as duas partidas da decisão: o primeiro jogo será apitado por Yuri Elino Ferreira da Cruz — após sorteio já que não houve consenso entre os representantes dos clubes — e o segundo será apitado por Bruno Arleu de Araújo, após consenso.

## Primeira partida
| 12 de março | Fluminense | 1 – 2                      | Flamengo                | Estádio do Maracanã, Rio de Janeiro                                            |
| 21:30       | Keno 87'   | Súmula (FERJ) ge Soccerway | Wesley 5' · Juninho 75' | Público: 39 120 Renda: R$ 2 641 941,00 Árbitro: RJ Yuri Elino Ferreira da Cruz |

| Cores do Time · Cores do Time · Cores do Time · Cores do Time · Cores do Time | Fluminense | Flamengo | 0 |

|              |    |                  |       |     |
| G            | 1  | Fábio            |       |     |
| LD           | 23 | Guga             | 73'   | 76' |
| Z            | 3  | Thiago Silva     |       |     |
| Z            | 4  | Ignácio          |       |     |
| LE           | 12 | Gabriel Fuentes  |       |     |
| V            | 8  | Martinelli       | 81'   |     |
| V            | 94 | Otávio           |       | 69' |
| M            | 21 | Jhon Arias       |       |     |
| A            | 14 | Germán Cano      | 21'   | 62' |
| A            | 17 | Agustín Canobbio | 67'   | 76' |
| A            | 90 | Kevin Serna      |       | 62' |
| Substitutos: |    |                  |       |     |
| G            | 98 | Vitor Eudes      |       |     |
| LD           | 2  | Samuel Xavier    | 26'   | 76' |
| Z            | 22 | Freytes          | 90+7' |     |
| Z            | 29 | Thiago Santos    |       |     |
| LE           | 6  | Renê             |       |     |
| V            | 5  | Facundo Bernal   |       |     |
| V            | 16 | Nonato           | 81'   |     |
| V            | 35 | Hércules         |       | 62' |
| M            | 28 | Riquelme         |       | 69' |
| A            | 9  | Everaldo         |       | 62' |
| A            | 11 | Keno             | 90+3' | 76' |
| A            | 19 | Lavega           |       |     |
| Técnico:     |    |                  |       |     |
| Mano Menezes |    |                  |       |     |

| G            | 1  | Rossi             |     |     |
| LD           | 43 | Wesley            |     |     |
| Z            | 3  | Léo Ortiz         |     |     |
| Z            | 4  | Leo Pereira       |     |     |
| Z            | 5  | Pulgar            |     | 88' |
| LE           | 26 | Alex Sandro       |     | 88' |
| V            | 8  | Gerson            |     |     |
| M            | 10 | De Arrascaeta     |     | 79' |
| M            | 18 | De la Cruz        | 36' | 79' |
| A            | 7  | Luiz Araújo       |     |     |
| A            | 50 | Gonzalo Plata     |     | 65' |
| Substitutos: |    |                   |     |     |
| G            | 25 | Matheus Cunha     |     |     |
| G            | 49 | Dyogo Alves       |     |     |
| LD           | 2  | Varela            |     | 88' |
| Z            | 33 | Cleiton           |     |     |
| Z            | 61 | João Victor       |     |     |
| LE           | 6  | Ayrton Lucas      |     |     |
| V            | 52 | Evertton Araújo   |     | 79' |
| M            | 29 | Allan             |     | 88' |
| M            | 20 | Matheus Gonçalves |     | 79' |
| M            | 64 | Wallace Yan       |     |     |
| M            | 72 | Lucas             |     |     |
| A            | 23 | Juninho           |     | 65' |
| Técnico:     |    |                   |     |     |
| Filipe Luís  |    |                   |     |     |

| Árbitros assistentes: RJ Gustavo Mota Correia RJ Thiago Henrique Neto Corrêa Farinha Quarto árbitro: RJ Rafael Martins de Sá | Quinto árbitro: RJ Daniel do Espirito Santo Parro Árbitro assistente de vídeo (VAR): RJ Rodrigo Carvalhães de Miranda | Árbitros assistentes de VAR: RJ Andréa Izaura Maffra Marcelino RJ Carlos Eduardo Nunes Braga Observador de VAR: RJ Cláudio José de Oliveira Soares |

## Segunda partida
| 16 de março | Flamengo | 0 – 0                      | Fluminense | Estádio do Maracanã, Rio de Janeiro                                      |
| 16:00       |          | Súmula (FERJ) ge Soccerway |            | Público: 69 393 Renda: R$ 4 315 309,00 Árbitro: RJ Bruno Arleu de Araújo |

| 0 | Flamengo | Fluminense | 0 |

| G            | 1  | Rossi             |     |       |
| LD           | 43 | Wesley            |     |       |
| Z            | 3  | Léo Ortiz         |     |       |
| Z            | 4  | Leo Pereira       |     |       |
| Z            | 5  | Pulgar            |     |       |
| LE           | 26 | Alex Sandro       |     |       |
| V            | 8  | Gerson            |     | 84'   |
| M            | 10 | De Arrascaeta     | 5'  | 90+3' |
| M            | 18 | De la Cruz        | 51' |       |
| A            | 7  | Luiz Araújo       | 27' | 65'   |
| A            | 50 | Gonzalo Plata     |     |       |
| Substitutos: |    |                   |     |       |
| G            | 25 | Matheus Cunha     |     |       |
| LD           | 2  | Varela            |     | 90+3' |
| Z            | 33 | Cleiton           |     |       |
| Z            | 61 | João Victor       |     |       |
| LE           | 6  | Ayrton Lucas      |     |       |
| V            | 52 | Evertton Araújo   |     |       |
| M            | 29 | Allan             |     |       |
| M            | 20 | Matheus Gonçalves |     |       |
| M            | 64 | Wallace Yan       |     |       |
| A            | 11 | Everton           |     |       |
| A            | 23 | Juninho           |     | 84'   |
| A            | 30 | Michael           |     | 65'   |
| Técnico:     |    |                   |     |       |
| Filipe Luís  |    |                   |     |       |

|              |    |                  |       |     |
| G            | 1  | Fábio            |       |     |
| LD           | 2  | Samuel Xavier    |       |     |
| Z            | 3  | Thiago Silva     | 3'    |     |
| Z            | 4  | Ignácio          | 90+6' |     |
| LE           | 6  | Renê             |       |     |
| V            | 8  | Martinelli       |       | 84' |
| V            | 94 | Otávio           | 39'   | 46' |
| M            | 21 | Jhon Arias       |       |     |
| M            | 45 | Lima             | 45'   | 46' |
| A            | 14 | Germán Cano      |       | 70' |
| A            | 17 | Agustín Canobbio | 68'   | 70' |
| Substitutos: |    |                  |       |     |
| G            | 98 | Vitor Eudes      |       |     |
| LD           | 23 | Guga             |       |     |
| Z            | 26 | Manoel           |       |     |
| Z            | 29 | Thiago Santos    |       |     |
| V            | 5  | Facundo Bernal   |       |     |
| V            | 16 | Nonato           |       |     |
| V            | 35 | Hércules         |       | 46' |
| M            | 28 | Riquelme         | 68'   | 46' |
| A            | 9  | Everaldo         |       | 70' |
| A            | 11 | Keno             |       | 70' |
| A            | 19 | Lavega           |       |     |
| A            | 90 | Kevin Serna      |       | 84' |
| Técnico:     |    |                  |       |     |
| Mano Menezes |    |                  |       |     |

| Árbitros assistentes: RJ Rodrigo Figueiredo Henrique Corrêa RJ Daniel de Oliveira Alves Pereira Quarto árbitro: RJ Felipe da Silva Gonçalves Paludo | Quinta árbitra: RJ Lilian da Silva Fernandes Bruno Árbitro assistente de vídeo (VAR): RJ Carlos Eduardo Nunes Braga | Árbitros assistentes de VAR: RJ Michael Correia RJ Philip Georg Bennett Observador de VAR: RJ José Carlos Santiago de Andrade |